# مالکوم لاکهید
مالکوم لاکهید (انگلیسی: Malcolm Loughead; زاده ۱۸۸۷ - درگذشته ۱۹۵۸) مخترع و صنعتگر آمریکایی بود، که در سال ۱۹۱۲ با مشارکت برادرش آلن لاکهید، شرکت لاکهید کورپوریشن را تأسیس نمود. شرکت لاکهید در سال ۱۹۹۹ با شرکت مارتین مریتا ادغام شد و در پی آن، لاکهید مارتین تأسیس گردید. این شرکت هم‌اکنون به‌عنوان یکی از بزرگترین سازندگان تجهیزات هوافضایی و صنایع دفاعی جهان شناخته می‌شود. مالکوم لاکهید همچنین مخترع نخستین ترمز هیدرولیکی در سال ۱۹۱۷ می‌باشد.